# Galleria di base della Koralpe
La galleria di base della Koralpe (tedescoː Koralmtunnel) è un tunnel ferroviario che è in costruzione in Austria sotto il gruppo montuoso della Koralpe e si prevede che sarà operativo entro il 2026. Il tunnel farà parte della ferrovia della Koralpe lunga 130 km, che collegherà Klagenfurt a Graz. Insieme alla Galleria del Semmering rientra nel progetto del Corridoio Baltico-Adriatico e dovrebbe permettere la riduzione dei tempi di percorrenza via ferro tra le due località dalle attuali 3 ore a circa 45 minuti. Una volta ultimata, la galleria permetterà ai treni diretti tra Venezia e Vienna, di transitare attraverso la linea Venezia - Udine - Klagenfurt - Graz - Bruck an der Mur - Vienna anziché attraverso il vecchio percorso via St. Veit an der Glan - Neumarkt in Steiermark - Leoben. Quest'ultimo sarà comunque conservato quasi "in parallelo" e verrà servito da treni regionali e da una S-Bahn, inoltre continuerà ad essere sfruttato dai treni merci regionali e internazionali diurni.
La galleria sarà lunga 32,9 km, il che la renderà il tunnel ferroviario più lungo dell'Austria che sarà completamente contenuto in territorio austriaco. Con una profondità fino a 1.250 m sotto terra, la galleria della Koralpe sarà composta da due tunnel che corrono in parallelo, ciascuno in grado di trasportare un singolo binario ferroviario, e che saranno collegati tra loro ogni 500 metri. Un punto di arresto di emergenza al centro del tunnel è incluso nei piani. I treni potranno viaggiare fino a 250 km/h.  
Le due canne al grezzo sono state completate: il primo diaframma è caduto il 14 agosto 2018, mentre il secondo è caduto il 17 giugno 2020.